# Никольская (река, впадает в Белое море)
Никольская — река в России, протекает по территории Плотинского сельского поселения Лоухского района Республики Карелия. Впадает в Белое море, губа Никольская. Длина реки составляет 14 км.
Река берёт начало из ламбины без названия на высоте выше 62 м над уровнем моря.

## Данные водного реестра
По данным государственного водного реестра России относится к Баренцево-Беломорскому бассейновому округу, водохозяйственный участок реки — реки бассейна Белого моря от западной границы бассейна реки Нива до северной границы бассейна реки Кемь, без реки Ковда. Речной бассейн реки — бассейны рек Кольского полуострова и Карелии, впадает в Белое море.
Код объекта в государственном водном реестре — 02020000712102000001899.